# دولال گوها
دولال گوها (انگلیسی: Dulal Guha; ۲ آوریل ۱۹۲۸ – ۱۵ فوریهٔ ۲۰۰۱) کارگردان فیلم اهل هند بود.
وی کارگردان فیلم‌هایی همچون دشمن، جفت روح من و دو بیگانه بوده است.